# Emberiza variabilis

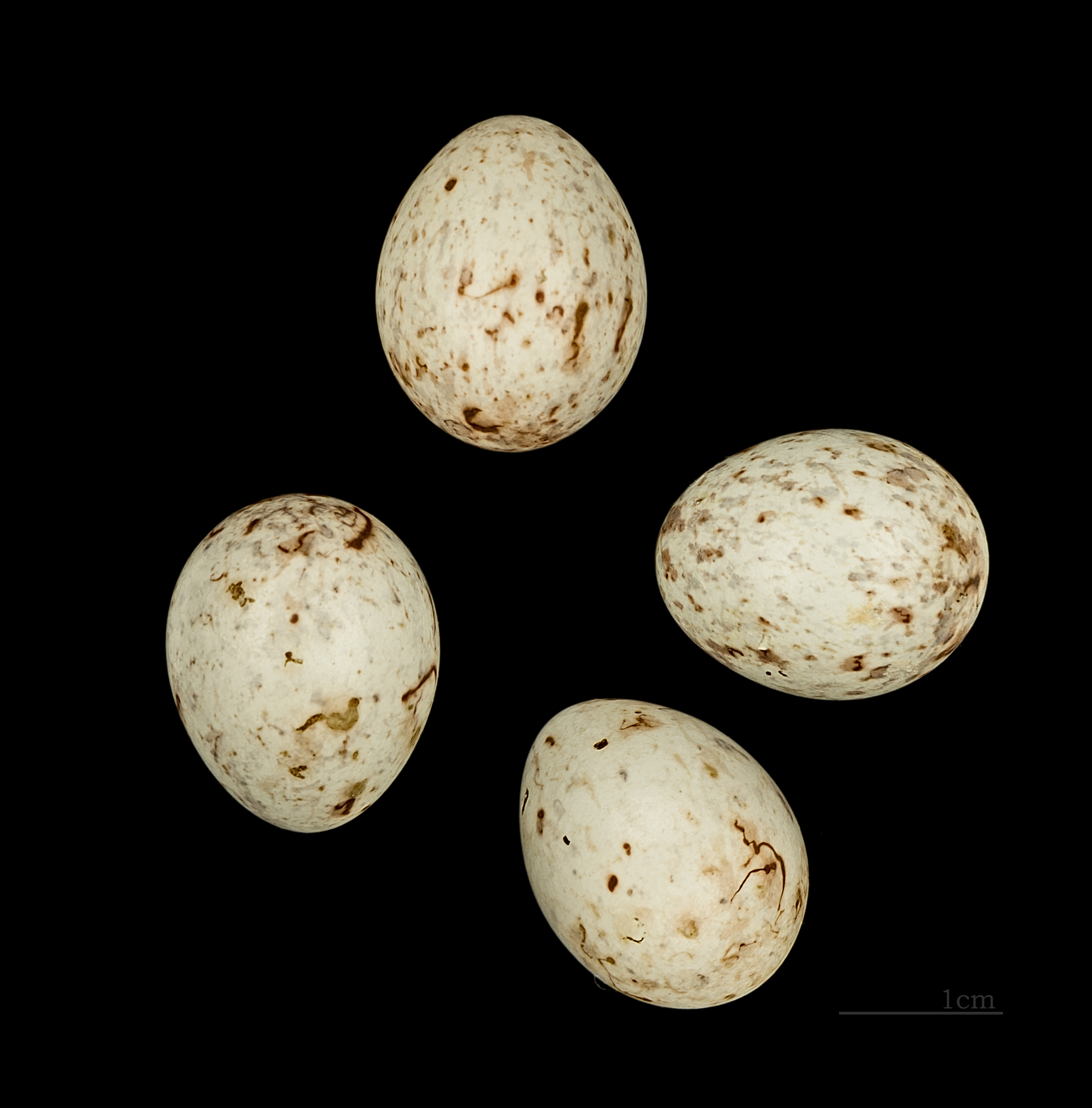
Emberiza variabilis MHNT

Escrevedeira-dos-bambus ou escrevedeira-cinza-japonesa (Emberiza variabilis) é uma espécie de ave da família Emberizidae.
Pode ser encontrada nos seguintes países: China, Japão, Coreia do Sul, Rússia e Estados Unidos da América.
Os seus habitats naturais são: florestas boreais e florestas temperadas.